# Pandémie de Covid-19 aux États fédérés de Micronésie
La pandémie de Covid-19 atteint les États fédérés de Micronésie en janvier 2021, tandis que le pays était jusque lors l'un des derniers à ne pas connaître de cas sur son territoire.
À la date du 21 septembre 2022, le bilan est de 29 morts.

## Premières mesures
Lorsque la maladie s'étend à travers le monde, en mars 2020 les États fédérés de Micronésie ferment leurs frontières pour s'en préserver. Le gouvernement initie des mesures d'information de la population quant aux gestes sanitaires à suivre par précaution,.

## Premier cas
Le premier cas détecté de Covid-19 sur son territoire est celui d'un membre d'équipage d'un navire du gouvernement, en janvier 2021. Il s'agit toutefois d'un cas dit "historique", la personne ayant contracté la maladie plusieurs mois auparavant et les symptômes ayant ensuite persisté.

## Conséquences
La pandémie conduit le gouvernement à déclarer l'état d'urgence, ce qui a notamment pour effet d'interrompre pendant 26 mois les travaux de l'assemblée constituante, élue en octobre 2019,.